# Фільтр Баттерворта
Фільтр Баттерво́рта — тип електронного фільтра з максимально плоскою амплітудно-частотною характеристикою в області пропускання. Він був вперше описаний у 1930 році британським інженером і фізиком Стівеном Баттервортом у статті «Про теорію фільтруючих підсилювачів» (англ. On the Theory of Filter Amplifiers).

## Порівняння з іншими лінійними фільтрами
Спад АЧХ фільтра Баттерворта найповільніший, проте він має і найгладшу АЧХ на частотах смуги пропускання.

Рисунок нижче показує АЧХ фільтра Баттерворта в порівнянні з іншими популярними лінійними фільтрами (всі наведені фільтри мають п'ятий порядок)